# Liste des monuments historiques de la Moselle
Cet article recense les monuments historiques de la Moselle, en France.

## Statistiques
Au 21 juillet 2025, la Moselle compte 427 édifices comportant au moins une protection au titre des monuments historiques, dont 153 sont classés et 297 sont inscrits. Le total des monuments classés et inscrits est supérieur au nombre total de monuments protégés car plusieurs d'entre eux sont à la fois classés et inscrits.
- Haut – A
- B
- C
- D
- E
- F
- G
- H
- I
- J
- K
- L
- M
- N
- O
- P
- Q
- R
- S
- T
- U
- V
- W
- X
- Y
- Z

## Liste
Compte tenu du nombre de protections dans certaines communes, elles font l'objet d'une liste distincte :
- pour Metz, voir la liste des monuments historiques de Metz ;
- pour Phalsbourg, voir la liste des monuments historiques de Phalsbourg ;
- pour Thionville, voir la liste des monuments historiques de Thionville.

| Monument                                                            | Commune                                       | Adresse                                                            | Coordonnées                                        | Notice                                             | Protection                                         | Date                                               | Illustration                                                        |
| ------------------------------------------------------------------- | --------------------------------------------- | ------------------------------------------------------------------ | -------------------------------------------------- | -------------------------------------------------- | -------------------------------------------------- | -------------------------------------------------- | ------------------------------------------------------------------- |
| Château d'Ancerville                                                | Ancerville                                    | Cour du Château                                                    | 49° 01′ 49″ nord, 6° 23′ 11″ est                   | « PA00106719 »                                     | Inscrit                                            | 1988                                               | Château d'Ancerville                                                |
| Ossuaire d'Ancy-sur-Moselle                                         | Ancy-sur-Moselle                              | Narien                                                             | 49° 03′ 21″ nord, 6° 03′ 33″ est                   | « PA00106720 »                                     | Inscrit                                            | 1987                                               | Ossuaire d'Ancy-sur-Moselle                                         |
| Château de Buy                                                      | Antilly                                       |                                                                    | 49° 11′ 47″ nord, 6° 13′ 55″ est                   | « PA57000007 »                                     | Inscrit                                            | 1997                                               | Image manquante Téléverser                                          |
| Église Saint-Pierre d'Arraincourt                                   | Arraincourt                                   |                                                                    | 48° 58′ 22″ nord, 6° 32′ 01″ est                   | « PA00107058 »                                     | Inscrit                                            | 1991                                               | Église Saint-Pierre d'Arraincourt                                   |
| Château d'Arry                                                      | Arry                                          | Le Village                                                         | 48° 59′ 46″ nord, 6° 03′ 25″ est                   | « PA57000001 »                                     | Inscrit Classé                                     | 1996 1998                                          | Château d'Arry                                                      |
| Église Saint-Arnould d'Arry                                         | Arry                                          |                                                                    | 48° 59′ 45″ nord, 6° 03′ 31″ est                   | « PA00106721 »                                     | Classé                                             | 1889                                               | Église Saint-Arnould d'Arry                                         |
| Aqueduc de Gorze à Metz                                             | Ars-sur-Moselle également sur Jouy-aux-Arches |                                                                    | 49° 03′ 55″ nord, 6° 04′ 49″ est                   | « PA00106722 »                                     | Classé                                             | 1840 1980 1990                                     | Aqueduc de Gorze à Metz                                             |
| Château de Mercy                                                    | Ars-Laquenexy                                 |                                                                    | 49° 05′ 04″ nord, 6° 14′ 38″ est                   | « PA57000042 »                                     | Inscrit                                            | 2019                                               | Château de Mercy                                                    |
| Immeuble Façade                                                     | Ars-sur-Moselle                               | 44 rue du Maréchal-Foch                                            | 49° 04′ 38″ nord, 6° 04′ 26″ est                   | « PA00106724 »                                     | Inscrit                                            | 1929                                               | ImmeubleFaçade                                                      |
| Maison Porte du XVIe siècle                                         | Ars-sur-Moselle                               | 42 rue du Maréchal-Foch                                            | 49° 04′ 37″ nord, 6° 04′ 26″ est                   | « PA00106723 »                                     | Inscrit                                            | 1930                                               | MaisonPorte du XVIe siècle                                          |
| Église Notre-Dame d'Aube                                            | Aube                                          | La Cour d'Aube                                                     | 49° 01′ 37″ nord, 6° 20′ 36″ est                   | « PA00106725 »                                     | Classé                                             | 1930                                               | Église Notre-Dame d'Aube                                            |
| Nécropole mérovingienne d'Audun-le-Tiche                            | Audun-le-Tiche                                | Bois de Butte                                                      | 49° 28′ 03″ nord, 5° 57′ 00″ est                   | « PA57000038 »                                     | Inscrit                                            | 2016                                               | Nécropole mérovingienne d'Audun-le-Tiche                            |
| Château d'Aulnois                                                   | Aulnois-sur-Seille                            |                                                                    | 48° 52′ 09″ nord, 6° 18′ 48″ est                   | « PA00106726 »                                     | Classé Inscrit                                     | 1963 2013                                          | Château d'Aulnois                                                   |
| Écomusée des mines de fer de Lorraine                               | Aumetz                                        | 25 Rue Saint-Léger de Montbrillais                                 | 49° 25′ 20″ nord, 5° 56′ 56″ est                   | « PA00135419 »                                     | Inscrit                                            | 1995                                               | Écomusée des mines de fer de Lorraine                               |
| Gare de Nouvel-Avricourt                                            | Avricourt                                     | Rue de la Gare                                                     | 48° 38′ 53″ nord, 6° 49′ 18″ est                   | « PA57000044 »                                     | Inscrit                                            | 2019                                               | Gare de Nouvel-Avricourt                                            |
| Château de Romécourt                                                | Azoudange                                     |                                                                    | 48° 42′ 47″ nord, 6° 49′ 52″ est                   | « PA00106727 »                                     | Inscrit                                            | 1976                                               | Château de Romécourt                                                |
| Château du Grand-Arnsberg                                           | Baerenthal                                    | Forêt domaniale de Hanau II Arnsberg                               | 48° 57′ 04″ nord, 7° 33′ 40″ est                   | « PA00106728 »                                     | Classé                                             | 1994                                               | Château du Grand-Arnsberg                                           |
| Château Lasalle                                                     | Le Ban-Saint-Martin                           | 41 avenue de la Liberté                                            | 49° 07′ 25″ nord, 6° 08′ 54″ est                   | « PA57000002 »                                     | Inscrit                                            | 1996                                               | Château Lasalle                                                     |
| Villa                                                               | Le Ban-Saint-Martin                           | 35 avenue de la Liberté                                            | 49° 07′ 27″ nord, 6° 08′ 56″ est                   | « PA57000019 »                                     | Inscrit                                            | 1999                                               | Image manquante Téléverser                                          |
| Ossuaire de Barst                                                   | Barst                                         | Village                                                            | 49° 04′ 08″ nord, 6° 49′ 56″ est                   | « PA00106729 »                                     | Inscrit                                            | 1987                                               | Ossuaire de Barst                                                   |
| Château de Preisch                                                  | Basse-Rentgen                                 |                                                                    | 49° 29′ 54″ nord, 6° 12′ 57″ est                   | « PA00106731 »                                     | Inscrit Classé                                     | 1986 1995                                          | Château de Preisch                                                  |
| Trois tertres funéraires gallo-romains de Basse-Rentgen             | Basse-Rentgen                                 |                                                                    | 49° 29′ 18″ nord, 6° 13′ 12″ est                   | « PA00107050 »                                     | Inscrit                                            | 1991                                               | Image manquante Téléverser                                          |
| Église Saint-Pierre de Baudrecourt                                  | Baudrecourt                                   |                                                                    | 48° 57′ 44″ nord, 6° 27′ 08″ est                   | « PA00106732 »                                     | Classé                                             | 1889                                               | Église Saint-Pierre de Baudrecourt                                  |
| Maison                                                              | Belles-Forêts                                 | Rue de l'Église                                                    | 48° 48′ 22″ nord, 6° 53′ 36″ est                   | « PA00107061 »                                     | Inscrit                                            | 1992                                               | Image manquante Téléverser                                          |
| Maison                                                              | Belles-Forêts                                 | 31 rue des Tilleuls                                                | 48° 48′ 24″ nord, 6° 53′ 43″ est                   | « PA00107062 »                                     | Inscrit                                            | 1992                                               | Maison                                                              |
| Résidence des abbés d'Echternach                                    | Berg-sur-Moselle                              | 12 rue Charles-de-Gaulle                                           | 49° 25′ 47″ nord, 6° 18′ 38″ est                   | « PA57000025 »                                     | Inscrit                                            | 2003                                               | Résidence des abbés d'Echternach                                    |
| Ossuaire de Bérig-Vintrange                                         | Bérig-Vintrange                               | Vintrange                                                          | 48° 57′ 45″ nord, 6° 41′ 34″ est                   | « PA00106733 »                                     | Inscrit                                            | 1987                                               | Ossuaire de Bérig-Vintrange                                         |
| Ossuaire de Bertrange                                               | Bertrange                                     | Rue des Vourles                                                    | 49° 18′ 26″ nord, 6° 10′ 42″ est                   | « PA00106734 »                                     | Inscrit                                            | 1987                                               | Image manquante Téléverser                                          |
| Ossuaire de Bettborn                                                | Bettborn                                      | Dorf                                                               | 48° 48′ 03″ nord, 7° 01′ 15″ est                   | « PA00106735 »                                     | Inscrit                                            | 1987                                               | Image manquante Téléverser                                          |
| Château de Bidestroff                                               | Bidestroff                                    | Rue du Château                                                     | 48° 51′ 00″ nord, 6° 47′ 18″ est                   | « PA00107040 »                                     | Inscrit                                            | 1990                                               | Image manquante Téléverser                                          |
| Citadelle de Bitche                                                 | Bitche                                        |                                                                    | 49° 03′ 10″ nord, 7° 25′ 53″ est                   | « PA00106736 »                                     | Classé                                             | 1979                                               | Citadelle de Bitche                                                 |
| Hôpital militaire de Bitche                                         | Bitche                                        | 46 rue Saint-Augustin                                              | 49° 03′ 17″ nord, 7° 25′ 49″ est                   | « PA00107051 »                                     | Inscrit                                            | 1991                                               | Hôpital militaire de Bitche                                         |
| Porte de Strasbourg                                                 | Bitche                                        | Rue du Maréchal Foch                                               | 49° 03′ 01″ nord, 7° 25′ 26″ est                   | « PA00106737 »                                     | Inscrit                                            | 1930                                               | Porte de Strasbourg                                                 |
| Site archéologique de Bliesbruck                                    | Bliesbruck                                    | Steinfelder                                                        | 49° 07′ 30″ nord, 7° 10′ 54″ est                   | « PA00106738 »                                     | Classé Inscrit                                     | 1986 1995                                          | Site archéologique de Bliesbruck                                    |
| Ossuaire de Boucheporn                                              | Boucheporn                                    | Village                                                            | 49° 08′ 27″ nord, 6° 36′ 33″ est                   | « PA00106739 »                                     | Inscrit                                            | 1987                                               | Ossuaire de Boucheporn                                              |
| Château des seigneurs de Réchicourt                                 | Bourdonnay                                    |                                                                    | 48° 44′ 02″ nord, 6° 43′ 39″ est                   | « PA00107053 »                                     | Inscrit                                            | 1991                                               | Château des seigneurs de Réchicourt                                 |
| Église Saint-Antoine d'Ussel                                        | Boust                                         | Rue Saint-Maximin                                                  | 49° 26′ 16″ nord, 6° 12′ 40″ est                   | « PA00106740 »                                     | Classé                                             | 1930                                               | Église Saint-Antoine d'Ussel                                        |
| Église Saint-Maximin de Boust                                       | Boust                                         | 107 rue Saint-Maximin                                              | 49° 26′ 17″ nord, 6° 12′ 03″ est                   | « PA00132650 »                                     | Classé                                             | 2014                                               | Église Saint-Maximin de Boust                                       |
| Ossuaire de Boustroff                                               | Boustroff                                     | Le Village                                                         | 48° 59′ 59″ nord, 6° 37′ 18″ est                   | « PA00106741 »                                     | Classé                                             | 1990                                               | Image manquante Téléverser                                          |
| Abbaye Sainte-Croix de Bouzonville                                  | Bouzonville                                   | Cour de l'Abbaye                                                   | 49° 17′ 36″ nord, 6° 31′ 58″ est                   | « PA00106742 »                                     | Inscrit Classé                                     | 1986 1999                                          | Abbaye Sainte-Croix de Bouzonville                                  |
| Maison                                                              | Cappel                                        | 121 rue de la Forêt                                                | 49° 04′ 23″ nord, 6° 51′ 04″ est                   | « PA00107063 »                                     | Inscrit                                            | 1992                                               | Maison                                                              |
| Église Saint-Martin de Cattenom                                     | Cattenom                                      | Rue Jeanne d'Arc                                                   | 49° 24′ 19″ nord, 6° 14′ 42″ est                   | « PA00107057 »                                     | Inscrit                                            | 1991                                               | Église Saint-Martin de Cattenom                                     |
| Ossuaire de Cattenom                                                | Cattenom                                      | Place de la Fontaine Sous la chapelle du cimetière                 | 49° 24′ 08″ nord, 6° 14′ 36″ est                   | « PA00106743 »                                     | Inscrit                                            | 1987                                               | Ossuaire de Cattenom                                                |
| Château de Charleville-sous-Bois                                    | Charleville-sous-Bois                         | Le Château Grand-Jardin                                            | 49° 11′ 27″ nord, 6° 24′ 41″ est                   | « PA00125533 »                                     | Inscrit                                            | 1993                                               | Château de Charleville-sous-Bois                                    |
| Maison-forte de Château-Voué                                        | Château-Voué                                  | Place du Château                                                   | 48° 51′ 02″ nord, 6° 37′ 21″ est                   | « PA00107046 »                                     | Inscrit                                            | 1991                                               | Image manquante Téléverser                                          |
| Château de Chahury                                                  | Châtel-Saint-Germain                          |                                                                    | 49° 07′ 08″ nord, 6° 04′ 56″ est                   | « PA00106744 »                                     | Inscrit                                            | 1980                                               | Château de Chahury                                                  |
| Site archéologique du Mont-Saint-Germain                            | Châtel-Saint-Germain                          |                                                                    | 49° 07′ 36″ nord, 6° 04′ 28″ est                   | « PA00135699 »                                     | Inscrit Classé                                     | 1993 1995 2003                                     | Site archéologique du Mont-Saint-Germain                            |
| Église Saint-Maurice de Cheminot                                    | Cheminot                                      |                                                                    | 48° 56′ 50″ nord, 6° 08′ 23″ est                   | « PA00106745 »                                     | Classé                                             | 1888                                               | Église Saint-Maurice de Cheminot                                    |
| Maison numéro 56                                                    | Cheminot                                      |                                                                    | 48° 56′ 48″ nord, 6° 08′ 23″ est                   | « PA00106746 »                                     | Inscrit                                            | 1946                                               | Maison numéro 56                                                    |
| Chapelle seigneuriale de Chérisey                                   | Chérisey                                      |                                                                    | 49° 00′ 45″ nord, 6° 14′ 06″ est                   | « PA00106747 »                                     | Inscrit                                            | 1988                                               | Chapelle seigneuriale de Chérisey                                   |
| Château de Chérisey                                                 | Chérisey                                      |                                                                    | 49° 00′ 42″ nord, 6° 14′ 08″ est                   | « PA00106748 »                                     | Inscrit                                            | 1986                                               | Château de Chérisey                                                 |
| Château d’Aubigny                                                   | Coincy                                        | Aubigny                                                            | 49° 06′ 06″ nord, 6° 16′ 23″ est                   | « PA00125534 »                                     | Inscrit                                            | 1993                                               | Château d’Aubigny                                                   |
| Château de Landonvillers                                            | Courcelles-Chaussy                            | 30 allée des Tilleuls                                              | 49° 08′ 06″ nord, 6° 23′ 47″ est                   | « PA57000008 »                                     | Inscrit                                            | 1997                                               | Château de Landonvillers                                            |
| Château de Craincourt                                               | Craincourt                                    |                                                                    | 48° 52′ 32″ nord, 6° 19′ 16″ est                   | « PA00107052 »                                     | Inscrit                                            | 1991                                               | Château de Craincourt                                               |
| Église Saint-Michel de Créhange                                     | Créhange                                      | Rue de l'Église                                                    | 49° 02′ 56″ nord, 6° 34′ 31″ est                   | « PA00106749 »                                     | Classé                                             | 1889                                               | Église Saint-Michel de Créhange                                     |
| Ossuaire de Dalhain                                                 | Dalhain                                       |                                                                    | 48° 53′ 19″ nord, 6° 33′ 44″ est                   | « PA00106750 »                                     | Classé                                             | 1917                                               | Image manquante Téléverser                                          |
| Synagogue de Delme                                                  | Delme                                         | 31 rue Raymond-Poincaré                                            | 48° 53′ 19″ nord, 6° 23′ 23″ est                   | « PA00106751 »                                     | Inscrit                                            | 1984                                               | Synagogue de Delme                                                  |
| Ossuaire de Welling                                                 | Denting                                       |                                                                    | 49° 11′ 09″ nord, 6° 32′ 34″ est                   | « PA00106752 »                                     | Classé                                             | 1923                                               | Image manquante Téléverser                                          |
| Saline de Dieuze                                                    | Dieuze                                        |                                                                    | 48° 48′ 46″ nord, 6° 43′ 02″ est                   | « PA57000009 »                                     | Inscrit Classé                                     | 1997 2012 2013                                     | Saline de Dieuze                                                    |
| Pont sur le Landbach                                                | Dolving                                       |                                                                    | 48° 46′ 21″ nord, 7° 01′ 00″ est                   | « PA00106753 »                                     | Classé                                             | 1978                                               | Pont sur le Landbach                                                |
| Villa gallo-romaine de Saint-Ulrich                                 | Dolving                                       | Saint-Ulrichsfeld                                                  | 48° 45′ 29″ nord, 7° 01′ 02″ est                   | « PA00106754 »                                     | Classé                                             | 1988                                               | Villa gallo-romaine de Saint-Ulrich                                 |
| Château de Waldeck                                                  | Éguelshardt                                   | Forêt domaniale de Hanau III Waldecker Schlossberg                 | 49° 01′ 04″ nord, 7° 31′ 37″ est                   | « PA00106755 »                                     | Classé                                             | 1930                                               | Château de Waldeck                                                  |
| Chapelle Sainte-Vérène d'Enchenberg                                 | Enchenberg                                    | Verenesthal                                                        | 49° 01′ 09″ nord, 7° 20′ 30″ est                   | « PA57000003 »                                     | Inscrit                                            | 1996                                               | Chapelle Sainte-Vérène d'Enchenberg                                 |
| Belle-Croix d'Ennery                                                | Ennery                                        | Route de Maizières-lès-Metz à Ennery Route de Metz à Thionville    | 49° 13′ 34″ nord, 6° 12′ 39″ est                   | « PA00106756 »                                     | Classé                                             | 1921                                               | Belle-Croix d'Ennery                                                |
| Synagogue de Ennery                                                 | Ennery                                        | 7 rue des Jardins                                                  | 49° 13′ 31″ nord, 6° 13′ 04″ est                   | « PA00106757 »                                     | Inscrit                                            | 1984                                               | Synagogue de Ennery                                                 |
| Église Notre-Dame-de-la-Visitation de Heckenransbach                | Ernestviller                                  | Rue de la Chapelle                                                 | 49° 03′ 29″ nord, 6° 58′ 51″ est                   | « PA00106758 »                                     | Classé                                             | 1930                                               | Église Notre-Dame-de-la-Visitation de Heckenransbach                |
| Château des Étangs                                                  | Les Étangs                                    | 2 rue de la Vignotte                                               | 49° 08′ 29″ nord, 6° 22′ 38″ est                   | « PA57000028 »                                     | Inscrit                                            | 2004                                               | Château des Étangs                                                  |
| Église Saint-Nicolas de Morlange                                    | Fameck                                        |                                                                    | 49° 18′ 25″ nord, 6° 05′ 07″ est                   | « PA00106759 »                                     | Classé                                             | 1845 1846                                          | Église Saint-Nicolas de Morlange                                    |
| Ossuaire de Faulquemont                                             | Faulquemont                                   | Saint-Vincent                                                      | 49° 02′ 08″ nord, 6° 35′ 31″ est                   | « PA00106760 »                                     | Inscrit                                            | 1987                                               | Ossuaire de Faulquemont                                             |
| Château de Fénétrange                                               | Fénétrange                                    | Le Château                                                         | 48° 50′ 46″ nord, 7° 01′ 16″ est                   | « PA00106761 »                                     | Inscrit Classé                                     | 1982                                               | Château de Fénétrange                                               |
| Église Saint-Rémy de Fénétrange                                     | Fénétrange                                    |                                                                    | 48° 50′ 50″ nord, 7° 01′ 18″ est                   | « PA00106762 »                                     | Classé                                             | 1930                                               | Église Saint-Rémy de Fénétrange                                     |
| Hôpital de Fénétrange                                               | Fénétrange                                    | 78 rue de l'Hôpital                                                | 48° 50′ 51″ nord, 7° 01′ 16″ est                   | « PA00106763 »                                     | Inscrit                                            | 1970                                               | Hôpital de Fénétrange                                               |
| Immeuble                                                            | Fénétrange                                    | 35 rue des Juifs                                                   | 48° 50′ 52″ nord, 7° 01′ 13″ est                   | « PA00106764 »                                     | Inscrit                                            | 1970                                               | Image manquante Téléverser                                          |
| Maison                                                              | Fénétrange                                    | 11 rue de la Cave                                                  | 48° 50′ 52″ nord, 7° 01′ 18″ est                   | « PA00125535 »                                     | Inscrit                                            | 1993                                               | Image manquante Téléverser                                          |
| Maison                                                              | Fénétrange                                    | 1, place Marcel-Dassault                                           | 48° 50′ 49″ nord, 7° 01′ 17″ est                   | « PA00107064 »                                     | Inscrit                                            | 1992                                               | Image manquante Téléverser                                          |
| Église de la Nativité-de-Notre-Dame de Fèves                        | Fèves                                         |                                                                    | 49° 11′ 45″ nord, 6° 07′ 02″ est                   | « PA00106765 »                                     | Classé                                             | 1886                                               | Église de la Nativité-de-Notre-Dame de Fèves                        |
| Église de la Nativité-de-la-Vierge de Fleury                        | Fleury                                        | Rue de l'Église                                                    | 49° 02′ 28″ nord, 6° 11′ 48″ est                   | « PA57000029 »                                     | Inscrit                                            | 2006                                               | Église de la Nativité-de-la-Vierge de Fleury                        |
| Château de Bétange                                                  | Florange                                      | allée de Bétange                                                   | 49° 20′ 17″ nord, 6° 07′ 01″ est                   | « PA00125536 »                                     | Inscrit                                            | 1993 2007                                          | Château de Bétange                                                  |
| Puits I                                                             | Folschviller                                  | Cité Fürst                                                         | 49° 05′ 03″ nord, 6° 40′ 25″ est                   | « PA00107065 »                                     | Inscrit                                            | 1992                                               | Puits I                                                             |
| Carreau du Siège Simon I et II                                      | Forbach                                       | Puits Simon                                                        | 49° 12′ 09″ nord, 6° 54′ 48″ est                   | « PA57000015 »                                     | Inscrit                                            | 2002                                               | Carreau du Siège Simon I et II                                      |
| Chapelle Sainte-Croix de Forbach                                    | Forbach                                       |                                                                    | 49° 11′ 06″ nord, 6° 55′ 14″ est                   | « PA00106766 »                                     | Inscrit                                            | 1937                                               | Chapelle Sainte-Croix de Forbach                                    |
| Église Sainte-Marguerite de Fossieux                                | Fossieux                                      |                                                                    | 48° 51′ 03″ nord, 6° 19′ 37″ est                   | « PA00106767 »                                     | Classé                                             | 1920                                               | Église Sainte-Marguerite de Fossieux                                |
| Château de Frauenberg                                               | Frauenberg                                    |                                                                    | 49° 08′ 03″ nord, 7° 07′ 46″ est                   | « PA00106768 »                                     | Classé                                             | 1921                                               | Château de Frauenberg                                               |
| Cimetière juif de Frauenberg                                        | Frauenberg                                    | Rue de l'Église                                                    | 49° 07′ 59″ nord, 7° 07′ 49″ est                   | « PA57000036 »                                     | Inscrit                                            | 2013                                               | Cimetière juif de Frauenberg                                        |
| Château Saint-Sixte                                                 | Freistroff                                    | Das Schloss                                                        | 49° 16′ 28″ nord, 6° 29′ 20″ est                   | « PA00106769 »                                     | Classé                                             | 1991                                               | Château Saint-Sixte                                                 |
| Carreau Cuvelette Chevalement sud                                   | Freyming-Merlebach                            |                                                                    | 49° 08′ 55″ nord, 6° 47′ 34″ est                   | « PA00107066 »                                     | Inscrit                                            | 1992                                               | Carreau CuveletteChevalement sud                                    |
| Église Saint-Hubert de Gandrange                                    | Gandrange                                     |                                                                    | 49° 16′ 05″ nord, 6° 07′ 35″ est                   | « PA00106770 »                                     | Classé                                             | 1896                                               | Église Saint-Hubert de Gandrange                                    |
| Chapelle des Verreries de Goetzenbruck                              | Goetzenbruck                                  | Appelgarten                                                        | 48° 58′ 42″ nord, 7° 22′ 46″ est                   | « PA00106771 »                                     | Inscrit                                            | 1978                                               | Chapelle des Verreries de Goetzenbruck                              |
| Abbaye de Gorze                                                     | Gorze                                         |                                                                    | 49° 03′ 14″ nord, 5° 59′ 48″ est                   | « PA00106772 »                                     | Classé                                             | 1886                                               | Abbaye de Gorze                                                     |
| Chapelle Saint-Clément de Gorze                                     | Gorze                                         | Saint-Clément                                                      | 49° 02′ 55″ nord, 6° 00′ 05″ est                   | « PA57000010 »                                     | Inscrit                                            | 1997                                               | Chapelle Saint-Clément de Gorze                                     |
| Palais abbatial de Gorze                                            | Gorze                                         | 1bis place du Château                                              | 49° 03′ 14″ nord, 5° 59′ 49″ est                   | « PA00106773 »                                     | Classé                                             | 1932 2006                                          | Palais abbatial de Gorze                                            |
| Ossuaire de Grosbliederstroff                                       | Grosbliederstroff                             | Rue de l'Église                                                    | 49° 09′ 27″ nord, 7° 01′ 48″ est                   | « PA00106774 »                                     | Inscrit                                            | 1987                                               | Ossuaire de Grosbliederstroff                                       |
| Calvaire de Grundviller                                             | Grundviller                                   | Impasse des Roses                                                  | 49° 02′ 34″ nord, 6° 58′ 14″ est                   | « PA00106775 »                                     | Classé                                             | 1989                                               | Calvaire de Grundviller                                             |
| Château de Guermange                                                | Guermange                                     |                                                                    | 48° 47′ 40″ nord, 6° 48′ 32″ est                   | « PA00106776 »                                     | Inscrit                                            | 1980                                               | Château de Guermange                                                |
| Site castral d'Haboudange                                           | Haboudange                                    | 44 rue Principale                                                  | 48° 53′ 31″ nord, 6° 36′ 48″ est                   | « PA00107041 »                                     | Inscrit                                            | 1996                                               | Image manquante Téléverser                                          |
| Château de Gendersberg                                              | Hanviller                                     | Gentersbergerhof                                                   | 49° 06′ 49″ nord, 7° 26′ 08″ est                   | « PA00106777 »                                     | Inscrit                                            | 1984                                               | Château de Gendersberg                                              |
| Camp romain d'Haselbourg                                            | Haselbourg                                    |                                                                    | 48° 41′ 05″ nord, 7° 12′ 09″ est                   | « PA00106778 »                                     | Classé                                             | 1930                                               | Image manquante Téléverser                                          |
| Chapelle Saint-Fridolin                                             | Haselbourg                                    |                                                                    | 48° 41′ 29″ nord, 7° 14′ 15″ est                   | « PA00106779 »                                     | Classé                                             | 1898                                               | Chapelle Saint-Fridolin                                             |
| Chapelle Saint-Jean-Baptiste de Contz-les-Bains                     | Haute-Kontz                                   |                                                                    | 49° 27′ 17″ nord, 6° 20′ 40″ est                   | « PA00106730 »                                     | Classé                                             | 1898                                               | Chapelle Saint-Jean-Baptiste de Contz-les-Bains                     |
| Château de Wendel                                                   | Hayange                                       | Rue de Wendel                                                      | 49° 19′ 30″ nord, 6° 04′ 34″ est                   | « PA00106781 »                                     | Inscrit                                            | 1987                                               | Château de Wendel                                                   |
| Cimetière d'Hayange                                                 | Hayange                                       | Rue du Général-de-Gaulle                                           | 49° 19′ 52″ nord, 6° 04′ 04″ est                   | « PA00106780 »                                     | Inscrit                                            | 1980                                               | Cimetière d'Hayange                                                 |
| Église Saint-Martin d'Hayange                                       | Hayange                                       | Rue du Maréchal-Joffre                                             | 49° 19′ 45″ nord, 6° 03′ 48″ est                   | « PA57000031 »                                     | Inscrit                                            | 2008                                               | Église Saint-Martin d'Hayange                                       |
| Éperon barré du bois des Chênes                                     | Hayange                                       |                                                                    | 49° 19′ 46″ nord, 6° 03′ 16″ est                   | « PA00107047 »                                     | Inscrit                                            | 1991                                               | Image manquante Téléverser                                          |
| Château de Hayes                                                    | Hayes                                         | C.D. 72                                                            | 49° 09′ 59″ nord, 6° 21′ 54″ est                   | « PA00106782 »                                     | Inscrit                                            | 2004                                               | Château de Hayes                                                    |
| Château de Lue                                                      | Hayes                                         |                                                                    | 49° 09′ 40″ nord, 6° 23′ 04″ est                   | « PA00106783 »                                     | Inscrit                                            | 1981                                               | Château de Lue                                                      |
| Maison                                                              | Hellimer                                      | 15 quartier de l'Église                                            | 48° 59′ 43″ nord, 6° 49′ 54″ est                   | « PA00107067 »                                     | Inscrit                                            | 1992                                               | Maison                                                              |
| Puits de Herny                                                      | Herny                                         | Senty                                                              | 49° 00′ 07″ nord, 6° 28′ 34″ est                   | « PA00106784 »                                     | Inscrit                                            | 1929                                               | Image manquante Téléverser                                          |
| Abbaye d'Hesse                                                      | Hesse                                         |                                                                    | 48° 41′ 44″ nord, 7° 02′ 53″ est                   | « PA00106785 »                                     | Classé                                             | 1874                                               | Abbaye d'Hesse                                                      |
| Château de Hombourg-Budange                                         | Hombourg-Budange                              |                                                                    | 49° 17′ 41″ nord, 6° 20′ 27″ est                   | « PA00106786 »                                     | Inscrit Classé                                     | 1988 1994                                          | Château de Hombourg-Budange                                         |
| Chapelle Sainte-Catherine de Hombourg-Haut                          | Hombourg-Haut                                 |                                                                    | 49° 07′ 50″ nord, 6° 47′ 07″ est                   | « PA00106787 »                                     | Classé                                             | 1895                                               | Chapelle Sainte-Catherine de Hombourg-Haut                          |
| Château de Hellering                                                | Hombourg-Haut                                 |                                                                    | 49° 07′ 17″ nord, 6° 46′ 56″ est                   | « PA00106788 »                                     | Classé                                             | 1930                                               | Château de Hellering                                                |
| Château d'Hausen                                                    | Hombourg-Haut                                 |                                                                    | 49° 07′ 26″ nord, 6° 46′ 26″ est                   | « PA57000043 »                                     | Inscrit                                            | 2019                                               | Château d'Hausen                                                    |
| Collégiale Saint-Étienne de Hombourg-Haut                           | Hombourg-Haut                                 | Rue de l'Église                                                    | 49° 04′ 25″ nord, 6° 27′ 54″ est                   | « PA00106789 »                                     | Classé                                             | 1930                                               | Collégiale Saint-Étienne de Hombourg-Haut                           |
| Ancien couvent des Récollets                                        | Hombourg-Haut                                 | 82 rue de l'Église                                                 | 49° 07′ 38″ nord, 6° 46′ 49″ est                   | « PA57000035 »                                     | Inscrit                                            | 2012                                               | Ancien couvent des Récollets                                        |
| Ossuaire de Insming                                                 | Insming                                       | Cimetière                                                          | 48° 57′ 24″ nord, 6° 52′ 31″ est                   | « PA00106790 »                                     | Inscrit                                            | 1987                                               | Ossuaire de Insming                                                 |
| Ferme d'Insviller                                                   | Insviller                                     | 28 route de Lhor                                                   | 48° 53′ 18″ nord, 6° 53′ 40″ est                   | « PA00107068 »                                     | Inscrit                                            | 1992                                               | Image manquante Téléverser                                          |
| Aqueduc de Gorze à Metz                                             | Jouy-aux-Arches également sur Ars-sur-Moselle |                                                                    | 49° 03′ 55″ nord, 6° 04′ 48″ est                   | « PA00106791 »                                     | Classé                                             | 1840 1980 1990                                     | Aqueduc de Gorze à Metz                                             |
| Église Saint-Hilaire de Jussy                                       | Jussy                                         |                                                                    | 49° 06′ 05″ nord, 6° 05′ 07″ est                   | « PA00106792 »                                     | Classé                                             | 1847                                               | Église Saint-Hilaire de Jussy                                       |
| Chapelle Saint-Martin de Kalhausen                                  | Kalhausen                                     | Weidesheim Rue de la Chapelle                                      | 49° 02′ 19″ nord, 7° 07′ 58″ est                   | « PA00106793 »                                     | Classé                                             | 1982                                               | Image manquante Téléverser                                          |
| Ferme de Kappelkinger                                               | Kappelkinger                                  | 9 rue Saint-Jacques                                                | 48° 58′ 17″ nord, 6° 54′ 28″ est                   | « PA00107070 »                                     | Inscrit                                            | 1992                                               | Image manquante Téléverser                                          |
| Maison                                                              | Kappelkinger                                  | 3 rue Saint-Jacques                                                | 48° 58′ 17″ nord, 6° 54′ 31″ est                   | « PA00107069 »                                     | Inscrit                                            | 1992                                               | Image manquante Téléverser                                          |
| Église de la Nativité-de-la-Bienheureuse-Vierge-Marie de Lemoncourt | Lemoncourt                                    |                                                                    | 48° 51′ 58″ nord, 6° 23′ 35″ est                   | « PA00106794 »                                     | Classé                                             | 1881                                               | Église de la Nativité-de-la-Bienheureuse-Vierge-Marie de Lemoncourt |
| Église Saint-Gorgon de Lessy                                        | Lessy                                         |                                                                    | 49° 07′ 16″ nord, 6° 05′ 40″ est                   | « PA00106795 »                                     | Inscrit                                            | 1983                                               | Église Saint-Gorgon de Lessy                                        |
| Donjon des Gournay                                                  | Longeville-lès-Metz                           | 78, 80 rue du Général-de-Gaulle                                    | 49° 06′ 49″ nord, 6° 08′ 13″ est                   | « PA00107033 »                                     | Inscrit                                            | 1989                                               | Image manquante Téléverser                                          |
| Château de Lorry                                                    | Lorry-Mardigny                                |                                                                    | 48° 59′ 24″ nord, 6° 05′ 09″ est                   | « PA00125538 »                                     | Inscrit                                            | 1993                                               | Château de Lorry                                                    |
| Château de Mardigny                                                 | Lorry-Mardigny                                |                                                                    | 48° 58′ 33″ nord, 6° 05′ 13″ est                   | « PA00106796 »                                     | Classé Inscrit                                     | 1963 1984                                          | Château de Mardigny                                                 |
| Église de l'Exaltation-de-la-Sainte-Croix de Lorry                  | Lorry-Mardigny                                | Rue Notre Dame                                                     | 48° 59′ 13″ nord, 6° 05′ 04″ est                   | « PA00106797 »                                     | Classé                                             | 1889                                               | Église de l'Exaltation-de-la-Sainte-Croix de Lorry                  |
| Église Saint-Laurent de Mardigny de Lorry-Mardigny                  | Lorry-Mardigny                                | Village                                                            | 48° 58′ 39″ nord, 6° 05′ 01″ est                   | « PA57000011 »                                     | Inscrit                                            | 1997                                               | Église Saint-Laurent de Mardigny de Lorry-Mardigny                  |
| Maison                                                              | Loudrefing                                    | 46 rue de l'Église                                                 | 48° 51′ 12″ nord, 6° 52′ 43″ est                   | « PA00107072 »                                     | Inscrit                                            | 1992                                               | Image manquante Téléverser                                          |
| Maison-forte de Louvigny                                            | Louvigny                                      | Rue du Vieux Château                                               | 48° 57′ 45″ nord, 6° 10′ 54″ est                   | « PA00132767 »                                     | Inscrit                                            | 1994                                               | Maison-forte de Louvigny                                            |
| Château de Luttange                                                 | Luttange                                      | Place du Château                                                   | 49° 16′ 10″ nord, 6° 18′ 34″ est                   | « PA00106798 »                                     | Inscrit                                            | 1979                                               | Château de Luttange                                                 |
| Château de Lutzelbourg                                              | Lutzelbourg                                   |                                                                    | 48° 43′ 57″ nord, 7° 15′ 14″ est                   | « PA00106799 »                                     | Classé                                             | 1930                                               | Château de Lutzelbourg                                              |
| Synagogue de Maizières-lès-Vic                                      | Maizières-lès-Vic                             | Ruelle de Hellocourt                                               | 48° 41′ 58″ nord, 6° 48′ 06″ est                   | « PA57000033 »                                     | Inscrit                                            | 2009 2012                                          | Synagogue de Maizières-lès-Vic                                      |
| Château de Malbrouck                                                | Manderen                                      |                                                                    | 49° 27′ 26″ nord, 6° 25′ 58″ est                   | « PA00106800 »                                     | Classé                                             | 1930                                               | Château de Malbrouck                                                |
| Château de La Grange                                                | Manom                                         |                                                                    | 49° 22′ 36″ nord, 6° 10′ 01″ est                   | « PA00106801 »                                     | Inscrit Classé                                     | 1984                                               | Château de La Grange                                                |
| Ossuaire de Manom                                                   | Manom                                         | Place de l'Église Grand-Rue                                        | 49° 22′ 10″ nord, 6° 11′ 23″ est                   | « PA00106802 »                                     | Inscrit                                            | 1987                                               | Image manquante Téléverser                                          |
| Ossuaire de Marange-Silvange                                        | Marange-Silvange                              | L'Église                                                           | 49° 12′ 41″ nord, 6° 06′ 22″ est                   | « PA00106803 »                                     | Classé                                             | 1990                                               | Image manquante Téléverser                                          |
| Motte castrale de Marimont-lès-Bénestroff                           | Marimont-lès-Bénestroff                       |                                                                    | 48° 53′ 19″ nord, 6° 46′ 50″ est                   | « PA00107042 »                                     | Inscrit                                            | 1990                                               | Image manquante Téléverser                                          |
| Briquetage de la Seille                                             | Marsal                                        | Village                                                            | à géolocaliser                                     | « PA00106804 »                                     | Classé                                             | 1930                                               | Briquetage de la Seille                                             |
| Caserne P                                                           | Marsal                                        | Place de la Porte-de-France                                        | 48° 47′ 19″ nord, 6° 36′ 21″ est                   | « PA00106805 »                                     | Classé                                             | 1990                                               | Caserne P                                                           |
| Collégiale Saint-Léger de Marsal                                    | Marsal                                        |                                                                    | 48° 47′ 22″ nord, 6° 36′ 29″ est                   | « PA00106806 »                                     | Classé                                             | 1874                                               | Collégiale Saint-Léger de Marsal                                    |
| Fortifications de Marsal                                            | Marsal                                        |                                                                    | 48° 47′ 18″ nord, 6° 36′ 21″ est                   | « PA00106807 »                                     | Classé                                             | 1928                                               | Fortifications de Marsal                                            |
| Site archéologique de La Maxe                                       | La Maxe                                       |                                                                    | 49° 10′ 06″ nord, 6° 11′ 42″ est                   | « PA57000016 »                                     | Inscrit                                            | 1998                                               | Image manquante Téléverser                                          |
| Autel druidique                                                     | Meisenthal                                    | Forêt domaniale de Lemberg D37                                     | 48° 57′ 14″ nord, 7° 22′ 06″ est                   | « PA00106808 »                                     | Classé                                             | 1930                                               | Autel druidique                                                     |
| Verrerie de Meisenthal                                              | Meisenthal                                    | 3 place Robert-Schuman                                             | 48° 57′ 55″ nord, 7° 21′ 11″ est                   | « PA57000004 »                                     | Inscrit                                            | 1996                                               | Verrerie de Meisenthal                                              |
|                                                                     | Metz                                          | Voir liste des monuments historiques de Metz                       | Voir liste des monuments historiques de Metz       | Voir liste des monuments historiques de Metz       | Voir liste des monuments historiques de Metz       | Voir liste des monuments historiques de Metz       | Voir liste des monuments historiques de Metz                        |
| Château Espagne                                                     | Mey                                           | Rue de Villers-l'Arme                                              | 49° 08′ 12″ nord, 6° 14′ 14″ est                   | « PA00106922 »                                     | Inscrit                                            | 1986                                               | Image manquante Téléverser                                          |
| Église Saint-Pierre de Mey                                          | Mey                                           | Place de l'Église                                                  | 49° 08′ 10″ nord, 6° 14′ 12″ est                   | « PA00106923 »                                     | Classé                                             | 1994                                               | Église Saint-Pierre de Mey                                          |
| Éperon barré gallo-romain de Mondorff                               | Mondorff                                      | Kastell                                                            | 49° 30′ 23″ nord, 6° 15′ 36″ est                   | « PA00107048 »                                     | Inscrit                                            | 1991                                               | Image manquante Téléverser                                          |
| Église Saint-Pierre-Saint-Paul de Morhange                          | Morhange                                      | Place de l'Église                                                  | 48° 55′ 22″ nord, 6° 38′ 16″ est                   | « PA00106924 »                                     | Classé                                             | 1889                                               | Église Saint-Pierre-Saint-Paul de Morhange                          |
| Maison du Bailli                                                    | Morhange                                      | 10 rue Saint-Pierre                                                | 48° 55′ 19″ nord, 6° 38′ 12″ est                   | « PA00125539 »                                     | Inscrit                                            | 1993                                               | Maison du Bailli                                                    |
| Château Fabert                                                      | Moulins-lès-Metz                              | 10, 12 rue Fabert                                                  | 49° 06′ 21″ nord, 6° 06′ 26″ est                   | « PA00107036 »                                     | Inscrit                                            | 1990                                               | Château Fabert                                                      |
| Vieux Pont                                                          | Moulins-lès-Metz                              |                                                                    | 49° 06′ 17″ nord, 6° 06′ 31″ est                   | « PA00107037 »                                     | Inscrit                                            | 1989                                               | Vieux Pont                                                          |
| Église Saint-Nicolas de Munster                                     | Munster                                       |                                                                    | 48° 54′ 55″ nord, 6° 54′ 17″ est                   | « PA00106925 »                                     | Classé                                             | 1896 1984                                          | Église Saint-Nicolas de Munster                                     |
| Maison                                                              | Munster                                       | 1 rue de Torcheville                                               | 48° 54′ 51″ nord, 6° 53′ 57″ est                   | « PA00107074 »                                     | Inscrit                                            | 1992                                               | Image manquante Téléverser                                          |
| Ancien site industriel de Bataville Bâtiment n° 23                  | Moussey (également sur Réchicourt-le-Château) |                                                                    | 48° 41′ 05″ nord, 6° 48′ 27″ est                   | « PA57000037 »                                     | Inscrit                                            | 2014                                               | Ancien site industriel de BatavilleBâtiment n° 23                   |
| Ancien site industriel de Bataville Ancien foyer social             | Moussey                                       |                                                                    | 48° 41′ 09″ nord, 6° 48′ 17″ est                   |                                                    | Inscrit                                            | 2014                                               | Image manquante Téléverser                                          |
| Faïencerie de Niderviller                                           | Niderviller                                   |                                                                    | 48° 42′ 43″ nord, 7° 06′ 23″ est                   | « PA00132874 »                                     | Inscrit                                            | 1994                                               | Faïencerie de Niderviller                                           |
| Château de Geroldseck                                               | Niederstinzel                                 |                                                                    | 48° 51′ 58″ nord, 7° 02′ 38″ est                   | « PA57000020 »                                     | Inscrit                                            | 2000                                               | Château de Geroldseck                                               |
| Ossuaire de Niederstinzel                                           | Niederstinzel                                 | Rue Principale                                                     | 48° 51′ 49″ nord, 7° 01′ 55″ est                   | « PA00106926 »                                     | Classé                                             | 1990                                               | Image manquante Téléverser                                          |
| Ossuaire de Niedervisse                                             | Niedervisse                                   | Oberster Weideplatz                                                | 49° 10′ 07″ nord, 6° 33′ 42″ est                   | « PA00106927 »                                     | Classé                                             | 1990                                               | Ossuaire de Niedervisse                                             |
| Maison du directeur des hauts-fourneaux de la Paix                  | Nilvange                                      | 12 rue du Maréchal-Foch                                            | 49° 20′ 38″ nord, 6° 02′ 35″ est                   | « PA57000030 »                                     | Inscrit                                            | 2013                                               | Maison du directeur des hauts-fourneaux de la Paix                  |
| Temple protestant de Nilvange                                       | Nilvange                                      | Rue du Maréchal-Joffre                                             | 49° 20′ 33″ nord, 6° 02′ 44″ est                   | « PA57000032 »                                     | Inscrit                                            | 2008                                               | Temple protestant de Nilvange                                       |
| Monument du Souvenir Français                                       | Noisseville                                   | Les Longues Rayes 4 rue au Blé                                     | 49° 07′ 46″ nord, 6° 16′ 27″ est                   | « PA00106928 »                                     | Classé                                             | 1987                                               | Monument du Souvenir Français                                       |
| Église Saint-Pierre de Norroy-le-Veneur                             | Norroy-le-Veneur                              |                                                                    | 49° 10′ 48″ nord, 6° 06′ 19″ est                   | « PA00106929 »                                     | Classé                                             | 1983                                               | Église Saint-Pierre de Norroy-le-Veneur                             |
| Pressoir à bascule de Nouilly                                       | Nouilly                                       | 9 rue de L'Isle-Jourdain                                           | 49° 08′ 07″ nord, 6° 15′ 25″ est                   | « PA00106930 »                                     | Inscrit                                            | 1983                                               | Image manquante Téléverser                                          |
| Château d'Ottange                                                   | Ottange                                       |                                                                    | 49° 26′ 29″ nord, 6° 01′ 36″ est                   | « PA00106931 »                                     | Classé                                             | 1840                                               | Château d'Ottange                                                   |
| Château de Pange                                                    | Pange                                         |                                                                    | 49° 05′ 01″ nord, 6° 21′ 14″ est                   | « PA00106932 »                                     | Inscrit Classé                                     | 1986 1990                                          | Château de Pange                                                    |
| Carreau minier Vuillemin-Wendel                                     | Petite-Rosselle                               |                                                                    | 49° 12′ 16″ nord, 6° 51′ 50″ est                   | « PA57000018 »                                     | Inscrit                                            | 1998                                               | Carreau minier Vuillemin-Wendel                                     |
|                                                                     | Phalsbourg                                    | Voir liste des monuments historiques de Phalsbourg                 | Voir liste des monuments historiques de Phalsbourg | Voir liste des monuments historiques de Phalsbourg | Voir liste des monuments historiques de Phalsbourg | Voir liste des monuments historiques de Phalsbourg | Voir liste des monuments historiques de Phalsbourg                  |
| Bornes frontières des bans de Philippsbourg et d'Eguelshardt        | Philippsbourg                                 | Forêt domaniale de Hanau III Route forestière Hanau                | à géolocaliser                                     | « PA00106969 »                                     | Classé                                             | 1929                                               | Bornes frontières des bans de Philippsbourg et d'Eguelshardt        |
| Château du Falkenstein                                              | Philippsbourg                                 | Forêt domaniale de Hanau III Falkensteiner Schlossberg             | 49° 00′ 17″ nord, 7° 33′ 56″ est                   | « PA00106970 »                                     | Classé                                             | 1930                                               | Château du Falkenstein                                              |
| Église Saint-Martin de Pierrevillers                                | Pierrevillers                                 |                                                                    | 49° 13′ 21″ nord, 6° 06′ 02″ est                   | « PA00107060 »                                     | Inscrit                                            | 1991                                               | Église Saint-Martin de Pierrevillers                                |
| Église Sainte-Brigitte de Plappeville                               | Plappeville                                   |                                                                    | 49° 07′ 39″ nord, 6° 07′ 28″ est                   | « PA00106971 »                                     | Inscrit                                            | 1980                                               | Église Sainte-Brigitte de Plappeville                               |
| Immeubles                                                           | Plappeville                                   | 81, 83 rue du Général-de-Gaulle                                    | 49° 07′ 47″ nord, 6° 07′ 22″ est                   | « PA00107054 »                                     | Inscrit                                            | 1991                                               | Image manquante Téléverser                                          |
| Immeuble                                                            | Plappeville                                   | 18 rue de Tignomont                                                | 49° 07′ 59″ nord, 6° 07′ 25″ est                   | « PA00106972 »                                     | Inscrit                                            | 1988                                               | Immeuble                                                            |
| Maison du pasteur Paul Ferry                                        | Plappeville                                   | 9 rue de Lorry                                                     | 49° 07′ 53″ nord, 6° 07′ 28″ est                   | « PA57000023 »                                     | Inscrit                                            | 2002                                               | Maison du pasteur Paul Ferry                                        |
| Château de Rahling                                                  | Rahling                                       | Rue de Bining Am Schloss                                           | 48° 59′ 31″ nord, 7° 13′ 03″ est                   | « PA00107044 »                                     | Classé Inscrit                                     | 1994                                               | Image manquante Téléverser                                          |
| Ancien site industriel de Bataville Bâtiment n° 23                  | Réchicourt-le-Château (également sur Moussey) |                                                                    | 48° 41′ 05″ nord, 6° 48′ 27″ est                   |                                                    | Inscrit                                            | 2014                                               | Ancien site industriel de BatavilleBâtiment n° 23                   |
| Château de Réchicourt                                               | Réchicourt-le-Château                         | Village                                                            | 48° 39′ 58″ nord, 6° 50′ 27″ est                   | « PA00106973 »                                     | Inscrit                                            | 1988                                               | Château de Réchicourt                                               |
| Monument du 1er Corps d'Armée allemand                              | Retonfey                                      | L'Amitié                                                           | 49° 07′ 42″ nord, 6° 16′ 38″ est                   | « PA00106974 »                                     | Classé                                             | 1987                                               | Monument du 1er Corps d'Armée allemand                              |
| Maison de la Dîme                                                   | Rettel                                        | 31 rue Principale                                                  | 49° 26′ 38″ nord, 6° 19′ 39″ est                   | « PA00106975 »                                     | Classé                                             | 1984                                               | Maison de la Dîme                                                   |
| Nécropole nationale de Riche                                        | Riche                                         |                                                                    | 48° 54′ 21″ nord, 6° 37′ 48″ est                   | « PA57000040 »                                     | Inscrit                                            | 2017                                               | Nécropole nationale de Riche                                        |
| Château-fort de Rodemack                                            | Rodemack                                      |                                                                    | 49° 28′ 07″ nord, 6° 14′ 07″ est                   | « PA00106976 »                                     | Classé                                             | 1981                                               | Château-fort de Rodemack                                            |
| Fortifications de Rodemack                                          | Rodemack                                      |                                                                    | 49° 28′ 06″ nord, 6° 14′ 20″ est                   | « PA00106977 »                                     | Classé                                             | 1905                                               | Fortifications de Rodemack                                          |
| Église Saint-Georges de Roncourt                                    | Roncourt                                      |                                                                    | 49° 12′ 08″ nord, 6° 02′ 27″ est                   | « PA00106978 »                                     | Classé                                             | 1895                                               | Église Saint-Georges de Roncourt                                    |
| Château de Roussy-Comté                                             | Roussy-le-Village                             | 7 à 9 place du Château                                             | 49° 27′ 12″ nord, 6° 11′ 32″ est                   | « PA00106979 »                                     | Inscrit                                            | 1988 1997                                          | Image manquante Téléverser                                          |
| Château de Roussy-Seigneurie                                        | Roussy-le-Village                             | 7 à 9 place du Château                                             | 49° 27′ 10″ nord, 6° 11′ 34″ est                   | « PA00106979 »                                     | Inscrit                                            | 1988 1997                                          | Château de Roussy-Seigneurie                                        |
| Église Saint-Remi de Rozérieulles                                   | Rozérieulles                                  |                                                                    | 49° 06′ 26″ nord, 6° 05′ 03″ est                   | « PA00106980 »                                     | Inscrit                                            | 1984                                               | Église Saint-Remi de Rozérieulles                                   |
| Abbatiale Saint-Nabor de Saint-Avold                                | Saint-Avold                                   |                                                                    | 49° 06′ 12″ nord, 6° 42′ 36″ est                   | « PA00106983 »                                     | Classé Inscrit                                     | 1923 1930                                          | Abbatiale Saint-Nabor de Saint-Avold                                |
| Carreau de Sainte-Fontaine                                          | Saint-Avold                                   | Zang                                                               | 49° 09′ 23″ nord, 6° 46′ 33″ est                   | « PA00107075 »                                     | Inscrit                                            | 1992                                               | Carreau de Sainte-Fontaine                                          |
| Chapelle des comtes de Créhange                                     | Saint-Avold                                   | 45 rue Hirschauer                                                  | 49° 06′ 12″ nord, 6° 42′ 23″ est                   | « PA00106981 »                                     | Classé                                             | 1985                                               | Chapelle des comtes de Créhange                                     |
| Chapelle Sainte-Croix de Saint-Avold                                | Saint-Avold                                   | Rue du Général-Mangin                                              | 49° 06′ 19″ nord, 6° 42′ 49″ est                   | « PA00106982 »                                     | Inscrit                                            | 1980                                               | Chapelle Sainte-Croix de Saint-Avold                                |
| Chapelle de la Sainte-Trinité de Saint-Avold                        | Saint-Avold                                   | Kapellenspitz Rue Georges Clemenceau Au carrefour de la rue du Lac | 49° 06′ 34″ nord, 6° 42′ 17″ est                   | « PA57000012 »                                     | Inscrit                                            | 1997                                               | Chapelle de la Sainte-Trinité de Saint-Avold                        |
| Fontaine                                                            | Saint-Avold                                   | 38 rue Poincaré                                                    | 49° 06′ 17″ nord, 6° 42′ 38″ est                   | « PA00106984 »                                     | Inscrit                                            | 1937                                               | Fontaine                                                            |
| Hôtel                                                               | Saint-Avold                                   | 36, 38 rue du Général-Hirschauer                                   | 49° 06′ 13″ nord, 6° 42′ 25″ est                   | « PA00106985 »                                     | Inscrit                                            | 1937                                               | Image manquante Téléverser                                          |
| Immeuble                                                            | Saint-Avold                                   | 38 rue Poincaré Rue de l'Hôpital                                   | 49° 06′ 16″ nord, 6° 42′ 38″ est                   | « PA00106986 »                                     | Inscrit                                            | 1937                                               | Image manquante Téléverser                                          |
| Mine de plomb du Bleiberg                                           | Saint-Avold                                   |                                                                    | 49° 06′ 04″ nord, 6° 42′ 14″ est                   | « PA00125540 »                                     | Inscrit                                            | 1993                                               | Mine de plomb du Bleiberg                                           |
| Église Sainte-Barbe de Sainte-Barbe                                 | Sainte-Barbe                                  | Place Claude Baudoche                                              | 49° 09′ 33″ nord, 6° 18′ 12″ est                   | « PA00106987 »                                     | Classé                                             | 1979                                               | Église Sainte-Barbe de Sainte-Barbe                                 |
| Château Buzelet                                                     | Sainte-Ruffine                                | Grand-rue 19                                                       | 49° 06′ 18″ nord, 6° 05′ 37″ est                   | « PA00106993 »                                     | Inscrit                                            | 1981                                               | Image manquante Téléverser                                          |
| Abbaye de Villers-Bettnach                                          | Saint-Hubert                                  |                                                                    | 49° 14′ 02″ nord, 6° 21′ 42″ est                   | « PA00106988 »                                     | Classé                                             | 1905                                               | Abbaye de Villers-Bettnach                                          |
| Cimetière de Saint-Privat-la-Montagne                               | Saint-Privat-la-Montagne                      |                                                                    | 49° 11′ 22″ nord, 6° 02′ 07″ est                   | « PA00106989 »                                     | Classé                                             | 1924                                               | Cimetière de Saint-Privat-la-Montagne                               |
| Chapelle Haute de Saint-Quirin                                      | Saint-Quirin                                  | Chemin de la Haute Chapelle                                        | 48° 36′ 34″ nord, 7° 03′ 44″ est                   | « PA00106990 »                                     | Inscrit                                            | 1986                                               | Chapelle Haute de Saint-Quirin                                      |
| Prieuré de Saint-Quirin                                             | Saint-Quirin                                  |                                                                    | 48° 36′ 33″ nord, 7° 03′ 53″ est                   | « PA00106991 »                                     | Inscrit Classé                                     | 1986 1994                                          | Prieuré de Saint-Quirin                                             |
| Site archéologique de la Croix-Guillaume                            | Saint-Quirin                                  | Rue de la Basse Aubry                                              | 48° 36′ 40″ nord, 7° 06′ 26″ est                   | « PA57000027 »                                     | Inscrit                                            | 2003                                               | Site archéologique de la Croix-Guillaume                            |
| Verrerie de Lettenbach                                              | Saint-Quirin                                  |                                                                    | 48° 37′ 21″ nord, 7° 06′ 01″ est                   | « PA00106992 »                                     | Classé                                             | 1984                                               | Verrerie de Lettenbach                                              |
| Église Saint-Privat de Salonnes                                     | Salonnes                                      | Rue de l'Église                                                    | 48° 47′ 31″ nord, 6° 29′ 56″ est                   | « PA00106994 »                                     | Inscrit                                            | 1929                                               | Église Saint-Privat de Salonnes                                     |
| Fortifications de Sarralbe Porte d'Albe                             | Sarralbe                                      | Rue Georges Clemenceau                                             | 49° 00′ 01″ nord, 7° 01′ 51″ est                   | « PA00106995 »                                     | Classé                                             | 1922                                               | Fortifications de SarralbePorte d'Albe                              |
| Bibliothèque municipale de Sarrebourg                               | Sarrebourg                                    | 3 rue Foch 13, 15 rue de la Paix                                   | 48° 44′ 06″ nord, 7° 03′ 22″ est                   | « PA00106998 »                                     | Classé Inscrit                                     | 1982                                               | Bibliothèque municipale de Sarrebourg                               |
| Chapelle des Cordeliers de Sarrebourg                               | Sarrebourg                                    | Rue Napoléon Place Richepanse                                      | 48° 44′ 07″ nord, 7° 03′ 11″ est                   | « PA00106996 »                                     | Inscrit                                            | 1992                                               | Chapelle des Cordeliers de Sarrebourg                               |
| Fortifications de Sarrebourg                                        | Sarrebourg                                    | Place de la Liberté Avenue Poincaré                                | 48° 44′ 05″ nord, 7° 03′ 31″ est                   | « PA00106997 »                                     | Classé Inscrit                                     | 1908 1980                                          | Fortifications de Sarrebourg                                        |
| Nécropole nationale des prisonniers de guerre                       | Sarrebourg                                    |                                                                    | 48° 03′ 16″ nord, 7° 44′ 07″ est                   | « PA57000041 »                                     | Inscrit                                            | 2017                                               | Nécropole nationale des prisonniers de guerre                       |
| Synagogue de Sarrebourg                                             | Sarrebourg                                    | 12 rue du Sauvage                                                  | 48° 44′ 07″ nord, 7° 03′ 16″ est                   | « PA00106999 »                                     | Inscrit                                            | 1984                                               | Synagogue de Sarrebourg                                             |
| Villa Weiherstein                                                   | Sarrebourg                                    | 31 rue Gambetta                                                    | 48° 44′ 20″ nord, 7° 03′ 26″ est                   | « PA00107000 »                                     | Inscrit                                            | 1983                                               | Villa Weiherstein                                                   |
| Casino de la Faïencerie                                             | Sarreguemines                                 | Rue du Colonel-Cazal                                               | 49° 06′ 39″ nord, 7° 04′ 23″ est                   | « PA57000017 »                                     | Inscrit                                            | 1998                                               | Casino de la Faïencerie                                             |
| Musée régional de Sarreguemines                                     | Sarreguemines                                 | 15 rue Poincaré                                                    | 49° 06′ 34″ nord, 7° 04′ 14″ est                   | « PA00107001 »                                     | Classé                                             | 1979                                               | Musée régional de Sarreguemines                                     |
| Site gallo-romain du Heidenkopf                                     | Sarreinsming                                  |                                                                    | 49° 05′ 40″ nord, 7° 05′ 46″ est                   | « PA57000024 »                                     | Inscrit                                            | 2002                                               | Site gallo-romain du Heidenkopf                                     |
| Ossuaire de Schorbach                                               | Schorbach                                     | Rue de l'Église                                                    | 49° 04′ 45″ nord, 7° 24′ 27″ est                   | « PA00107002 »                                     | Classé                                             | 1929                                               | Ossuaire de Schorbach                                               |
| Église Saint-Quentin de Chazelles                                   | Scy-Chazelles                                 |                                                                    | 49° 06′ 40″ nord, 6° 06′ 41″ est                   | « PA00107003 »                                     | Classé                                             | 1930                                               | Église Saint-Quentin de Chazelles                                   |
| Église Saint-Remy de Scy                                            | Scy-Chazelles                                 |                                                                    | 49° 06′ 50″ nord, 6° 07′ 02″ est                   | « PA57000013 »                                     | Inscrit                                            | 1997                                               | Église Saint-Remy de Scy                                            |
| Groupe fortifié Saint-Quentin                                       | Scy-Chazelles                                 |                                                                    | 49° 07′ 14″ nord, 6° 07′ 13″ est                   | « PA00107038 »                                     | Inscrit                                            | 1989                                               | Groupe fortifié Saint-Quentin                                       |
| Cense du Koenigsberg                                                | Sierck-les-Bains                              | Koenigsberg Hof                                                    | 49° 25′ 13″ nord, 6° 21′ 34″ est                   | « PA00107004 »                                     | Inscrit                                            | 1986                                               | Cense du Koenigsberg                                                |
| Château des ducs de Lorraine                                        | Sierck-les-Bains                              |                                                                    | 49° 26′ 26″ nord, 6° 21′ 30″ est                   | « PA00107005 »                                     | Classé                                             | 1930                                               | Château des ducs de Lorraine                                        |
| Église Saint-Martin de Sillegny                                     | Sillegny                                      |                                                                    | 48° 59′ 15″ nord, 6° 09′ 44″ est                   | « PA00107006 »                                     | Classé                                             | 1881                                               | Église Saint-Martin de Sillegny                                     |
| Puits Sainte-Marthe                                                 | Stiring-Wendel                                | Rue de l'Ingénieur-Kind                                            | 49° 12′ 09″ nord, 6° 55′ 53″ est                   | « PA00107076 »                                     | Inscrit                                            | 1992                                               | Puits Sainte-Marthe                                                 |
| Abbaye de Sturzelbronn                                              | Sturzelbronn                                  | C.D. 35 V.C. 4                                                     | 49° 03′ 22″ nord, 7° 35′ 04″ est                   | « PA00107007 »                                     | Inscrit                                            | 1987                                               | Abbaye de Sturzelbronn                                              |
| Restes romains de Tarquimpol                                        | Tarquimpol                                    |                                                                    | 48° 47′ 37″ nord, 6° 45′ 54″ est                   | « PA00107008 »                                     | Classé                                             | 1930                                               | Image manquante Téléverser                                          |
| Nécropole tumulaire de Teterchen                                    | Téterchen                                     | Hinter der Müehle                                                  | 49° 13′ 44″ nord, 6° 33′ 09″ est                   | « PA00132651 »                                     | Inscrit                                            | 1994                                               | Image manquante Téléverser                                          |
| Église Saint-Denis de Thicourt                                      | Thicourt                                      |                                                                    | 48° 59′ 20″ nord, 6° 33′ 18″ est                   | « PA00107009 »                                     | Classé                                             | 1930                                               | Église Saint-Denis de Thicourt                                      |
|                                                                     | Thionville                                    | Voir liste des monuments historiques de Thionville                 | Voir liste des monuments historiques de Thionville | Voir liste des monuments historiques de Thionville | Voir liste des monuments historiques de Thionville | Voir liste des monuments historiques de Thionville | Voir liste des monuments historiques de Thionville                  |
| Enceinte et oppidum de Tincry                                       | Tincry                                        | Haut-du-Mont                                                       | 48° 54′ 32″ nord, 6° 25′ 12″ est                   | « PA00107049 »                                     | Inscrit                                            | 1991                                               | Image manquante Téléverser                                          |
| Usine sidérurgique d'Uckange                                        | Uckange                                       |                                                                    | 49° 18′ 23″ nord, 6° 09′ 25″ est                   | « PA00135420 »                                     | Inscrit                                            | 2001                                               | Usine sidérurgique d'Uckange                                        |
| Église Saint-Jean-Baptiste de Valmunster                            | Valmunster                                    |                                                                    | 49° 14′ 26″ nord, 6° 30′ 39″ est                   | « PA00107019 »                                     | Inscrit                                            | 1960                                               | Église Saint-Jean-Baptiste de Valmunster                            |
| Chapelle Saint-Barthélemy de Vantoux                                | Vantoux                                       | Rue de la Gare                                                     | 49° 07′ 44″ nord, 6° 13′ 50″ est                   | « PA00107020 »                                     | Classé Inscrit                                     | 1898 1991                                          | Chapelle Saint-Barthélemy de Vantoux                                |
| École primaire publique de Vantoux                                  | Vantoux                                       | 90 rue Jean-Julien-Barbé                                           | 49° 07′ 50″ nord, 6° 13′ 59″ est                   | « PA57000021 »                                     | Inscrit                                            | 2001                                               | Image manquante Téléverser                                          |
| Croix de Louve                                                      | Vany                                          |                                                                    | 49° 08′ 55″ nord, 6° 14′ 48″ est                   | « PA00107021 »                                     | Classé                                             | 1896                                               | Croix de Louve                                                      |
| Église Saint-Rémy de Vaux                                           | Vaux                                          |                                                                    | 49° 05′ 39″ nord, 6° 04′ 47″ est                   | « PA00107022 »                                     | Classé                                             | 1984                                               | Église Saint-Rémy de Vaux                                           |
| Chapelle du Hackenberg                                              | Veckring                                      | Route du Hackenberg                                                | 49° 20′ 54″ nord, 6° 22′ 10″ est                   | « PA00107023 »                                     | Classé                                             | 1922                                               | Chapelle du Hackenberg                                              |
| Château de Vic-sur-Seille                                           | Vic-sur-Seille                                |                                                                    | 48° 46′ 47″ nord, 6° 31′ 50″ est                   | « PA00107024 »                                     | Classé                                             | 1930                                               | Château de Vic-sur-Seille                                           |
| Couvent des Carmes de Vic-sur-Seille                                | Vic-sur-Seille                                | Place du Palais Rue des Prisons                                    | 48° 46′ 56″ nord, 6° 31′ 48″ est                   | « PA00107025 »                                     | Inscrit                                            | 1986                                               | Couvent des Carmes de Vic-sur-Seille                                |
| Église Saint-Marien de Vic-sur-Seille                               | Vic-sur-Seille                                |                                                                    | 48° 46′ 53″ nord, 6° 31′ 48″ est                   | « PA00107026 »                                     | Inscrit                                            | 2015                                               | Église Saint-Marien de Vic-sur-Seille                               |
| Immeuble                                                            | Vic-sur-Seille                                | 44 place Jeanne-d'Arc Rue du Palais                                | 48° 46′ 56″ nord, 6° 31′ 52″ est                   | « PA00107027 »                                     | Inscrit                                            | 1981                                               | Immeuble                                                            |
| Maison                                                              | Vic-sur-Seille                                | 4 rue Haute                                                        | 48° 47′ 03″ nord, 6° 31′ 54″ est                   | « PA00125541 »                                     | Inscrit                                            | 1993                                               | Image manquante Téléverser                                          |
| Monnaie épiscopale de Vic-sur-Seille                                | Vic-sur-Seille                                |                                                                    | 48° 46′ 55″ nord, 6° 31′ 49″ est                   | « PA00107028 »                                     | Classé                                             | 1930                                               | Monnaie épiscopale de Vic-sur-Seille                                |
| Église Saint-Clément de Vionville                                   | Vionville                                     |                                                                    | 49° 05′ 28″ nord, 5° 56′ 48″ est                   | « PA00107029 »                                     | Classé                                             | 1898                                               | Église Saint-Clément de Vionville                                   |
| Maison                                                              | Vittersbourg                                  | 3 rue de la Fontaine                                               | 48° 57′ 05″ nord, 6° 55′ 50″ est                   | « PA00107078 »                                     | Inscrit                                            | 1992                                               | Maison                                                              |
| Motte castrale de Viviers                                           | Viviers                                       |                                                                    | 48° 53′ 26″ nord, 6° 26′ 11″ est                   | « PA00107043 »                                     | Inscrit                                            | 1990                                               | Image manquante Téléverser                                          |
| Prieuré de Viviers                                                  | Viviers                                       | 27 rue de l'Église                                                 | 48° 53′ 18″ nord, 6° 26′ 11″ est                   | « PA57000014 »                                     | Inscrit                                            | 1998                                               | Image manquante Téléverser                                          |
| Château-fort de Schell-Vinsberg                                     | Volstroff                                     | Le Château                                                         | 49° 17′ 10″ nord, 6° 15′ 47″ est                   | « PA00107045 »                                     | Inscrit                                            | 1991                                               | Image manquante Téléverser                                          |
| Château de Woippy                                                   | Woippy                                        | 6 rue de Briey                                                     | 49° 09′ 07″ nord, 6° 08′ 44″ est                   | « PA00107030 »                                     | Inscrit                                            | 1968                                               | Château de Woippy                                                   |
| Église Saint-Remi de Xouaxange                                      | Xouaxange                                     |                                                                    | 48° 41′ 50″ nord, 6° 59′ 47″ est                   | « PA00107031 »                                     | Inscrit                                            | 1980                                               | Église Saint-Remi de Xouaxange                                      |
| Église Saint-Marcel                                                 | Zetting                                       | Rue de l'Église                                                    | 49° 04′ 52″ nord, 7° 07′ 54″ est                   | « PA00107032 »                                     | Classé                                             | 1891                                               | Église Saint-Marcel                                                 |

## Anciens monuments historiques
| Monument | Commune   | Adresse            | Coordonnées    | Notice         | Protection                                                          | Date | Illustration |
| -------- | --------- | ------------------ | -------------- | -------------- | ------------------------------------------------------------------- | ---- | ------------ |
| Maison   | Hambach   | 144 rue Principale | à géolocaliser | « PA00125537 » | Radié de l'inventaire supplémentaire par arrêté du 18 décembre 2001 | 1993 | Maison       |
| Maison   | Kirviller | 10 Grand-Rue       | à géolocaliser | « PA00107071 » | Radié de l'inventaire supplémentaire par arrêté du 16 juillet 2007  | 1992 | Maison       |